# Demetrius II van Georgië
Demetrius II (Georgisch: დემეტრე II თავდადებული; 1259 - 12 maart 1289) uit het huis Bagrationi was koning van Georgië van 1270-1289.

## Leven en regeerperiode
Hij was zoon van koning David VII Oeloe en zijn vrouw Gvantsa, Demetrius was 2 jaar oud toen zijn moeder werd vermoord door de Mongolen. Hij volgde zijn vader op in 1270 toen hij amper 11 jaar was. Koning Demetrius wordt als nogal controversieel gezien. Hij was een toegewijde christen maar werd toch bekritiseerd om zijn polygamie. Hij was trouw aan het Il-kanaat en ontwikkelde vriendschappelijke betrekkingen met de Mongoolse adel. Op bevel van Arghun khan onderwierp hij de opstandige provincie Derbent aan de Kaspische Zee in 1288. Hetzelfde jaar bleek een complot gesmeed te worden tegen Argun door zijn machtige minister Buqa wiens zoon getrouwd was met de dochter van Demetrius. Buqa en zijn familie werden geëxecuteerd en de Georgische koning, die verdacht werd van samenzwering, werd veroordeeld en gevraagd om naar de Mongoolse hoofdstad te komen. Zo niet dreigde Arghun om Georgië aan te vallen. Ondanks het advies van vele edelen, vertrok Demetrius op weg naar zijn dood. Daar aangekomen werd hij eerst gevangengezet en op 12 maart 1289 werd hij onthoofd in Movakan. Hij werd begraven in Mtscheta en heilig verklaard door de Georgisch-Orthodoxe Kerk.
Hij werd opgevolgd door zijn neef Vachtang II.

## Huwelijken en kinderen
Bij zijn eerste vrouw die een dochter was van Manuel I van Trebizonde had hij 5 kinderen
- David VIII
- Vachtang III
- Prins Lasja
- Prins Baindur
- Prinses Roesoedan

Demetrius had ook 3 kinderen bij zijn tweede vrouw de Mongoolse prinses Solghar:
- Prins Mamia
- Prinses Jighda Khanum, die trouwde met de keizer van Trebizond,Alexios II
- Prinses Iodigar

Rond 1280 trouwde hij met zijn derde vrouw, Natela, dochter van Beka Jakeli, atabeg van Samtsche. Zij werd de moeder van George V.